# Cleiton Xavier
Pour les articles homonymes, voir Ribeiro.
Cleiton Ribeiro Xavier, ou plus couramment Cleiton Xavier, est un ancien joueur de football brésilien occupant le poste de milieu de terrain.

## Palmarès
- SC Internacional
  - Championnat du Rio Grande do Sul en 2003 et 2004.
- Figueirense FC
  - Championnat de Santa Catarina en 2008.